# Two Months Off
«Two Months Off» es una canción de la agrupación británica de electrónica Underworld incluida en su sexto álbum de estudio A Hundred Days Off. Fue lanzada como primer sencillo de este álbum, el 2 de septiembre de 2002. Esta canción fue una de las primeras canciones que lanzaron como dúo, tras el alejamiento de Darren Emerson de la banda.
El sencillo llegó a alcanzar el puesto # 12 en la lista de sencillos del Reino Unido, y se posicionó en la segunda ubicación por tres semanas en las listas de música dance de Estados Unidos.
Contiene samples de “Song For Al” de Don Airey, incluido en el álbum “K2 (Tales Of Triumph & Tragedy)” de 1988.

## Formatos y remixes
CD: Junior Boy's Own, JBO5020093 (UK) Part 1/2
1. «Two Months Off» (Radio Edit) – 3:58
2. «Two Months Off» (King Unique Sunspots Vocal Mix) – 8:17
3. «Headset» – 5:58

CD: Junior Boy's Own, JBO5020098 (UK) Part 2/2
1. «Two Months Off» – 9:09
2. «Two Months Off» (John Ciafone Vocal Remix) – 7:32
3. «Tiny Clicks» – 2:13

CD: Junior Boy's Own, JBO5020818 (SE)
1. «Two Months Off» (Radio Edit) – 3:58
2. «Two Months Off» (King Unique Sunspots Vocal Mix) – 8:17

CD: Junior Boy's Own, JBO5020813 (EU)
1. «Two Months Off» (Radio Edit) – 3:58
2. «Two Months Off» (King Unique Sunspots Vocal Mix) – 8:17
3. «Two Months Off» (John Ciafone Vocal Remix) – 7:32
4. «Two Months Off» – 9:09

CD: V2, V2A0009 (AU)
1. «Two Months Off» (Radio Edit) – 3:58
2. «Two Months Off» (King Unique Sunspots Vocal Mix) – 8:17
3. «Two Months Off» (John Ciafone Vocal Remix) – 7:32
4. «Tiny Clicks» – 2:13
5. «Headset» – 5:58

CD: V2, V2CP 141 (JP)
1. «Two Months Off» (Radio Edit) – 3:58
2. «Two Months Off» – 9:09
3. «Two Months Off» (John Ciafone Vocal Remix) – 7:32
4. «Tiny Clicks» – 2:13
5. «Two Months Off» (King Unique Sunspots Vocal Mix) – 8:17
6. «Headset» – 5:58

CD: Junior Boy's Own, JBO5020093P (UK) promo
1. «Two Months Off» (Radio Edit) – 3:58

12": Junior Boy's Own, JBO5020096 (UK)
1. «Two Months Off» – 9:09
2. «Two Months Off» (King Unique Sunspots Vocal Mix) – 8:17

12": Junior Boy's Own, JBO5020090 (UK)
1. «Two Months Off» (John Ciafone Vocal Remix) – 7:32
2. «Two Months Off» (John Ciafone Vocal Mix 2) – 7:00

12": Junior Boy's Own, JBO5020096P (UK) promo; V2, V2AB-27753-1 (US) promo
1. «Two Months Off» – 9:09

12": Junior Boy's Own, JBO5020090P (UK) promo
1. «Two Months Off» (King Unique Sunspots Vocal Mix) – 8:17
2. «Two Months Off» (John Ciafone Vocal Remix) – 7:32

## Posicionamiento en listas
| Lista (2002)                                | Mejor posición |
| ------------------------------------------- | -------------- |
| Alemania (Media Control AG)                 | 98             |
| Bélgica (Flandes) (Ultratip Bubbling Under) | 12             |
| Estados Unidos (Hot Dance Club Songs)       | 2              |
| Irlanda (IRMA)                              | 20             |
| Países Bajos (Mega Single Top 100)          | 54             |
| Reino Unido (UK Singles Chart)              | 12             |
| Reino Unido (UK Dance Chart)                | 1              |

| Predecesor: «Rippin Kittin» de Golden Boy con Miss Kittin | UK Dance Chart — Sencillo N° 1 14 de septiembre de 2002 — 28 de septiembre de 2002 | Sucesor: «Fly with Me» de Coloursound |